# Кондратович Лука Лукич
Кондрато́вич Лука́ Луки́ч (нар. 17 жовтня 1866 — пом. невід.) — військовий діяч, член Української Центральної Ради.

## Біографія
Народився 17 жовтня 1866 року в місті Мінську.
Закінчив Олександрівське військове училище (Москва, 1887), Миколаївську академію Генштабу (Санкт-Петербург, 1895). Учасник російсько-японської війни 1904—1905 років. У роки Першої світової війни — генерал-майор, начальник дивізії.
Учасник Першого Українського військового з'їзду (1917) та Другого Всеукраїнського військового з'їзду (1917). На останньому, в червні 1917 року, обраний до Українського генерального військового комітету, де був призначений головою комісії спецслужб, а згодом очолив консультативний відділ. Як член УГВК кооптований до складу Української Центральної Ради. На відміну від соціалістичної більшості УЦР обстоював необхідність формування регулярної національної армії. Виконував особливі доручення генерального секретарства військових справ.
На початку 1918 виїхав до Ташкента (нині столиця Узбекистану), де очолив антирадянську Туркестанську військову організацію.
Подальша доля невідома.